# Курдюмівка (селище)
Курдю́мівка — селище Торецької міської громади Бахмутського району Донецької області, України.
Розташоване на березі каналу Сіверський Донець—Донбас за 17 від Торецька і за 68 км від Донецька.
Площа — 57 га, населення — 1208 осіб, кількість дворів — 189.

## Історія
Курдюмівка, до 1917 — українсько-німецьке селище та залізнична станція в Катеринославській губернії, Бахмутський повіт; у радянський період — Сталінська/Донецька область, Артемівський (Бахмутський)/Петровський район. Засноване 1890 року. Лютеранський прихід Ростов-Луганськ. Мешканці: 60 (1905), 143/49 німці (1926).
7 (20) листопада 1917 року, відповідно до Третього Універсалу Української Центральної Ради, увійшло до складу Української Народної Республіки.
За іншими даними селище засноване 1936 року.
На території Курдюмівки знайдено знаряддя праці епохи палеоліту з класичними мустьєрськими формами крем'яних виробів.
7 лютого 2017 року терористи обстрілюють з мінометів Курдюмівку, смертельного поранення зазнав 16-літній юнак.
2 грудня 2022 року селище захоплено силами самопроголошеної ДНР і РФ.
У 2022 році відбувалися Бої за Курдюмівку
7 лютого 2023 року окупанти обстріляли село

## Населення

### Мова
Розподіл населення за рідною мовою за даними перепису 2001 року:
| Мова            | Кількість | Відсоток |
| --------------- | --------- | -------- |
| українська      | 595       | 51.25%   |
| російська       | 563       | 48.49%   |
| інші/не вказали | 3         | 0.26%    |
| Усього          | 1161      | 100%     |

## Промисловість
Курдюмівський завод кислототривких виробів, заснований 1954 року, спеціалізується на виробництві кислототривкої продукції цегли та плитки.
На початку 1990-х років відбувся різкий спад виробництва. Проте за рахунок переоснащення та впровадження новітніх технологій до початку 2000-х років завод вийшов у лідери галузі в Україні.
Підприємство має в своєму розпорядженні сертифіковану лабораторію, оснащену новітнім обладнанням. Сировинна база виробництва — глини Курдюмівського родовища, які не мають аналогів ані в Україні, ані в СНД за своїм фізичним і хімічним складом. Це високопластичні білі глини із мінімальним вмістом окислів.
2004 року ВАТ «Курдюмівський завод кислототривких виробів» отримав міжнародний сертифікат управління якістю ISO 9001 версії 2001 року.
Курдюмовською цеглою вимощені Києво-Печерська лавра, Андріївський узвіз, Михайлівська площа в Києві, площа імені Грушевського в Києві, Приморський бульвар в Одесі, бульвар імені Пушкіна в Донецьку.

## Транспорт
У Курдюмівці розташована однойменна станція Донецької залізниці, код станції 49 450. Вона сполучає селище із вузловими станціями: Лиманом, Донецьком, Микитівкою, Іловайськом, Святогірськом, Дебальцеве, Горлівкою, Ізюмом.